# Untereggen
Untereggen ist eine politische Gemeinde im Wahlkreis Rorschach des Kantons St. Gallen in der Schweiz.

## Geographie
Die Gemeinde Untereggen liegt zwischen St. Gallen und dem Bodensee. Mit einer Fläche von rund 7,14 Quadratkilometern und einer Grenzlänge von 14,35 Kilometern gehört Untereggen zu den mittelgrossen Gemeinden im Wahlkreis Rorschach. Untereggen gehört zu den st. gallischen Binnengemeinden: Das Gemeindegebiet berührt weder die Grenzen eines anderen Kantons noch diejenige der Schweiz. Im Osten, wo das Wittobel und der Buchberg natürliche Grenzen setzen, stösst Untereggen an Rorschacherberg. Im Süden wird das Unteregger Gemeindegebiet natürlich durch Mischwald begrenzt. In ihm verläuft nördlich der Hügelkrete die Grenze Untereggens zu Eggersriet. Dort wo die Grenze den Waldrand des Rütiholzes erreicht, befindet sich mit rund 880 Metern über Meer der höchste Punkt der Gemeinde. Richtung Nordwesten bildet der Fluss Goldach die natürliche Grenze zu den Gemeinden St. Gallen und Mörschwil. Am Saum des Ranteswaldes, wo mit rund 460 Metern über Meer der tiefste Punkt auf dem Gebiet der Gemeinde Untereggen gemessen wird, beginnt nördlich der Unteregger Höfe die gemeinsame Grenze zu Goldach.

## Geschichte
Die Gegend von Untereggen ist ein sehr alter Kulturboden. Die Tatsache, dass schon im 9. Jahrhundert über die Goldach eine erste Martinsbrücke geschlagen worden ist, lässt erahnen, dass damals ein reger Verkehr zwischen den klösterlichen Besitzungen in der Gegend von Rorschach und dem Stift St. Gallen bestanden haben muss. Die Höfe entwickelten sich wohl im Zusammenhang mit dieser Verkehrsverbindung zwischen dem Bodensee und dem Kloster. Die älteste Urkunde stammt aus dem Jahr 908 und bezieht sich auf den Vorderhof, der damals noch Eppenwiler geheissen hat.

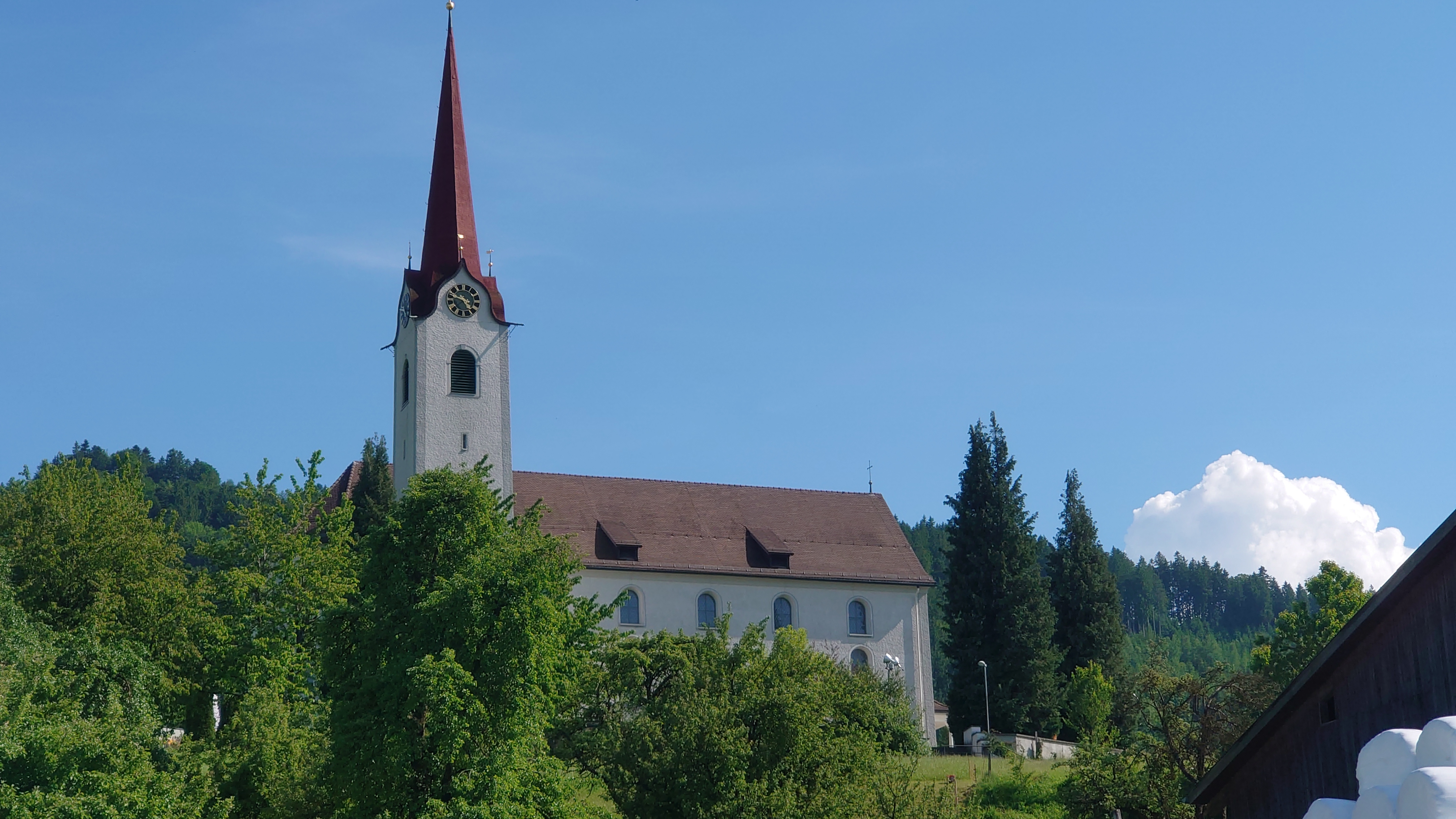
Kirche Untereggen

In der zweiten Hälfte des 15. Jahrhunderts gelangten die Gerichtsrechte über das Gebiet Untereggen an die Fürstabtei St. Gallen. 1560 wurde der Gemeinschaft von Untereggen durch St. Gallen ein Dorfrecht zugesprochen. 1701 löste sich ein grosser Teil von Untereggen von der Pfarrei Goldach und bildet seither eine eigene Pfarrei. 1803 schlossen sich Untereggen, Eggersriet und Grub zu einer politischen Gemeinde zusammen, von der Untereggen 1827 als eigene Gemeinde abgetrennt wurde.

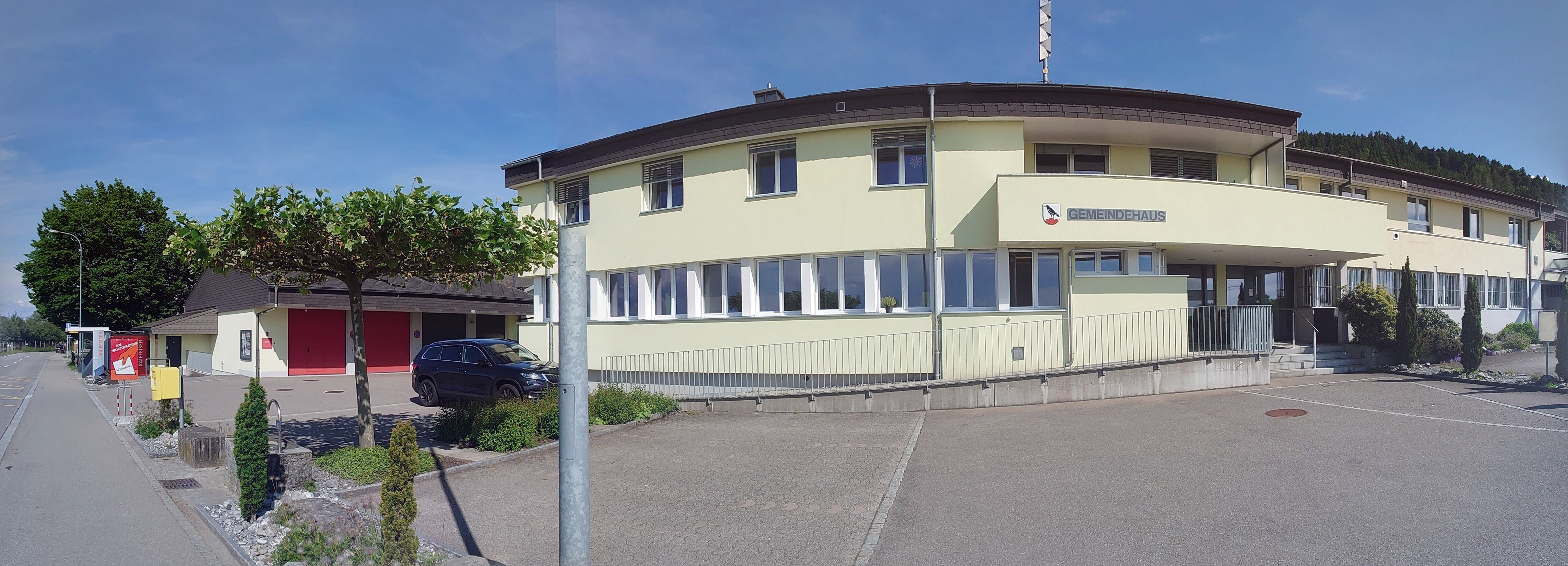
Gemeindehaus Untereggen

Die Tatsache, dass Untereggen während langer Zeit verschiedenen Gerichten und Pfarreien zugeteilt war und erst spät ein politisch unabhängiges Gemeindewesen wurde, findet ihren Niederschlag auch im Siedlungsbild. Neben dem Vorderhof, der die Hauptsiedlung ist und wo die Kirche und das Schulhaus stehen, konnten sich mit dem Mittlerhof und Hinterhof weitere, relativ starke Siedlungskerne entwickeln. Ausserdem gibt es zahlreiche Weiler und Einzelhöfe, die das Landschaftsbild stark mitprägen.
Mitte des 20. Jahrhunderts erfolgte ein grosser Ausbau der Infrastruktur. Die Hauptstrasse wurde mit einem Hartbelag versehen, die Wasserversorgung auf zeitgemässen Standard ausgebaut und die Versorgung mit elektrischer Energie kontinuierlich verbessert.
Zur besseren Anbindung des Ortes an St. Gallen ist eine Fuss- und Fahrradbrücke über die Goldach nach St. Gallen für das Jahr 2026 projektiert.

## Wappen
Beschreibung: In Silber auf rotem Dreiberg ein schwarzer Rabe.

## Bevölkerung
| Jahr      | 1701 | 1831 | 1850 | 1900 | 1950 | 2000 | 2010  | 2015  | 2019  |
| Einwohner | 480  | 815  | 754  | 712  | 701  | 897  | 1002  | 1045  | 1046  |
| Quelle    |      |      |      |      |      |      | [ 7 ] | [ 7 ] | [ 7 ] |

## Sehenswürdigkeiten

Luftbild von Werner Friedli (1969)

- Schloss Sulzberg. Das sich heute in Privatbesitz befindliche Schloss wurde im Mittelalter von den aus Sulzberg (Oberallgäu) stammenden Herren von Sulzberg erbaut. Das Schloss gelangte danach in den Besitz der Familie Mötteli, weshalb es im Volksmund immer noch Möttelischloss genannt wird. Zum Schloss gehört auch der grosse Schlossweiher, ein beliebtes Naherholungsgebiet.
- Katholische Pfarrkirche St. Maria Magdalena in Vorderhof. Die Barockkirche wurde 1784 von Johann Ferdinand Beer im Stil der Vorarlberger Schule gebaut[8].
- Martinstobel. Eine imposante Schlucht an der Grenze zur Stadt St. Gallen

## Töchter und Söhne der Gemeinde
- Johann Baptist Näf (1827–1911), Pfarrer und Bibliothekar
- Niki Rüttimann (* 1962), Radrennfahrer